# Бриджит Джоунс: Бебе на хоризонта
„Бриджит Джоунс: Бебе на хоризонта“ (на английски: Bridget Jones's Baby) е романтична комедия от 2016 г., режисиран от Шарън Магуайър. Продължение е на „Дневникът на Бриджит Джоунс“ (2001) и „Бриджит Джоунс: На ръба на разума“ (2004). Снимките започват на 2 октомври 2015 г. и приключват на 27 ноември 2015 г. Филмът излиза по кината във Великобритания, САЩ и България на 16 септември 2016 г.

## Актьорски състав
- Рене Зелуегър – Бриджит Джоунс
- Колин Фърт – Марк Дарси
- Патрик Демпси – Джак Куант
- Сали Филипс – Шарън
- Джеймс Калис – Том
- Шърли Хендерсън – Джуд
- Сара Солемани – Миранда
- Нийл Пиърсън – Ричард Финч
- Ема Томпсън – д-р Роулингс
- Джим Броудбент – Колин Джоунс
- Джема Джоунс – Памела Джоунс
- Силия Имри – Уна Олкънбъри
- Джесика Хайнс – Магда